# Kostel svatého Klementa Maria Hofbauera (Brno)
Kostel svatého Klementa Maria Hofbauera se nachází v brněnské čtvrti Horní Heršpice na území městské části Brno-jih, v Bednářově ulici. Jeho průčelí je chráněno jako kulturní památka České republiky.
Neorientovaný novobarokně-secesní kostel navrhl profesor Ferdinand Hrach z německé technické školy. Postaven byl v letech 1911–1912, a to hlavně pro německé obyvatelstvo, které tehdy v oblasti Horních Heršpic převažovalo nad českým. Zasvěcen byl Klementu Maria Hofbauerovi, což byl člen řádu redemptoristů.